# Community Music
A Community Music a brit Asian Dub Foundation 2000-es albuma.

## Számok
1. "Real Great Britain" – 3:13
2. "Memory War" – 3:35
3. "Officer XX" – 3:20
4. "New Way New Life" – 5:01
5. "Riddim I Like" (Das, Pandit, Tailor, Savale, Zaman, Zephaniah) – 4:27
6. "Collective Mode" – 3:52
7. "Crash" – 5:24
8. "Colour Line" – 4:01
9. "Taa Deem" (Nusrat Fateh Ali Khan) – 4:46
10. "Judgement" – 4:14
11. "Truth Hides" – 8:21
12. "Rebel Warrior" (Das, Pandit, Savale) – 6:23
13. "Committed To Life" (P Andrade, A. Shakur, Das, Pandit, Tailor, Savale, Zaman) – 4:44
14. "Scaling New Heights" – 8:26
15. "Sawt L'hekma" (Bonus Track, by Das, Pandit, Tailor, Savale, Zaman, Clotaire K) – 3:58
16. "Collective Mode" (French Bonus Track, by Das, Pandit, Tailor, Savale, Zaman, Leeroy from Saïan Supa Crew) – 3:52

## Előadók
- Deeder Saidullah Zaman – Programozás, háttérvokál
- Steve Chandra Savale – gitár, Programozás, háttérvokál, tsura
- John Ashok Pandit – Turntables, minták, háttérvokál
- Sanjay Gulabhai Tailor – effektusok, mixelés, billentyűshangszerek
- Aniruddha Das – basszusgitár, programozás, háttérvokál